# Rue de Chanzy (Asnières-sur-Seine)
Pour les articles homonymes, voir Rue Chanzy.
La rue de Chanzy est une voie de communication située à Asnières-sur-Seine pour sa partie Nord. Côté Sud, cette rue est partagée avec la commune de Courbevoie sur le versant Ouest (Numéros impairs).

## Situation et accès

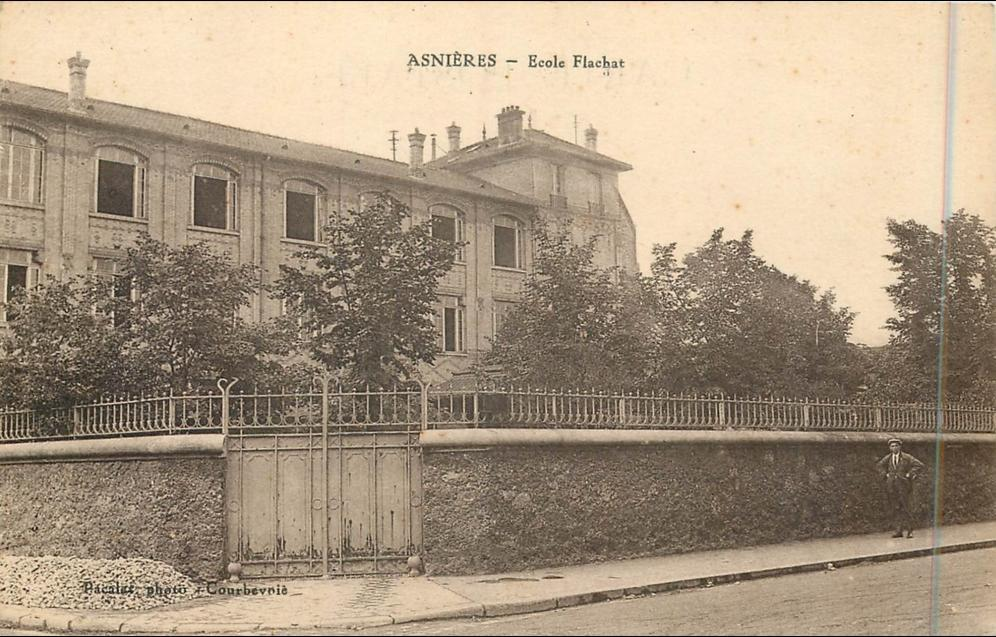
L'école Flachat, à l'angle de la rue de Chanzy et de la rue Henri-Martin.

La rue marque la délimitation orientale du quartier de Bécon-les-Bruyères.
En 1901, cette rue comprenait encore un segment de 50 mètres entre l'avenue Faidherbe et la rue Pierre-Joigneaux à Bois-Colombes, qui formait le « chemin de grande communication no 11 ».
Ce segment a été attribué à l'avenue Faidherbe. Partant de l'angle droit formé par cette avenue, la rue de Chanzy rencontre l'avenue Parmentier puis la rue de la Sablière.
Avant de former le départ de la rue Pilaudo qui rejoint le pont des Couronnes, elle se termine au point de rencontre de la rue Madiraa et de l'avenue de la Lauzière, le long de la ligne de Paris-Saint-Lazare à Saint-Germain-en-Laye, tracée en 1837, qui passe sous le dit pont.

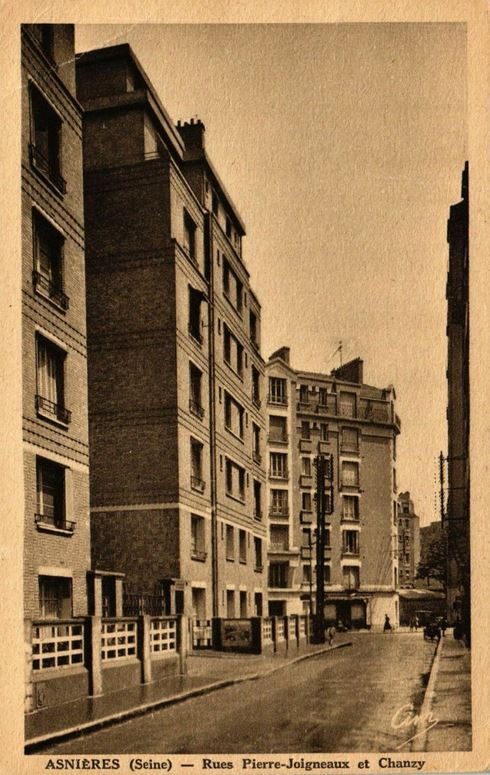
Rue Pierre-Joigneaux, rue Chanzy

## Origine du nom
Cette rue porte le nom du général français Alfred Chanzy (1823-1883).

## Bâtiments remarquables et lieux de mémoire
- Groupe scolaire Flachat, du nom de l'ingénieur Eugène Flachat
- Le pont des Couronnes, datant du XIXe siècle, et point le plus élevé de la ville d'Asnières.
- La Villa des Couronnes évoque le châtelet des Couronnes, demeure bâtie par la famille Viville, à cet endroit, à la fin du XIXe siècle.